# Dichromia claripennis
Dichromia claripennis är en fjärilsart som beskrevs av Butler 1878. Dichromia claripennis ingår i släktet Dichromia och familjen nattflyn. Inga underarter finns listade i Catalogue of Life.